# Systemd-boot
systemd-boot — це безкоштовний менеджер завантаження з відкритим кодом, раніше відомий як gummiboot.

## gummiboot
gummiboot був розроблений співробітниками Red Hat Кей Сіверс та Гаральдом Хоєром як мінімальна альтернатива GNU GRUB для систем, що використовують Unified Extensible Firmware Interface (UEFI). Завантажувач автоматично визначав завантажувальні образи (включаючи операційні системи та інші завантажувачі), не потребував файлу конфігурації, мав базовий інтерфейс на основі меню, а також міг інтегруватися з systemd для надання даних про продуктивність.
Як гра слів, назва «gummiboot» означає «гумовий (надувний) човен» німецькою мовою, рідною мовою його перших розробників. Незважаючи на те, що проект Fedora компанії Red Hat був розроблений двома її співробітниками, він не використовував gummiboot для завантаження систем UEFI; натомість він використовував efilinux для ланцюгового завантаження GRUB.
gummiboot ліцензувався за ліцензією LGPL-2.1 або пізнішої версії, на відміну від GRUB, який ліцензований за ліцензією GPL-3.0 або пізнішої версії. Ця відмінність мала на меті зробити gummiboot придатним для використання в системах UEFI, що реалізують безпечне завантаження, через занепокоєння щодо вимоги розповсюджувати всі ключі авторизації (цифрові сертифікати), необхідні для запуску програмного забезпечення з ліцензією GPL-v3, якщо діють апаратні обмеження, такі як безпечне завантаження.
У травні 2015 року gummiboot було об'єднано з systemd та перейменовано на «systemd-boot».